# Операција Оверлорд
Операција Оверлорд (енгл. Operation Overlord) је било шифровано име за битку у Нормандији, којој је покренута савезничка инвазија западне Европе коју је окупирала Немачка у Другом светском рату. Операција је отпочела 6. јуна 1944. искрцавањима на плажама у Нормандији (Операција Нептун или познатија као Дан Д). Падобрански десант из око 1200 авиона је претходио амфибијском десанту који је укључивао скоро 7000 пловила. Скоро 160.000 војника је прешло Ламанш 6. јуна 1944; више од 3 милиона војника је било у Француској до краја августа.
Савезничке јединице које су се бориле у Нормандији 6. јуна су потицале из Канаде, Уједињеног Краљевства и САД. Пољске и снаге Слободне Француске су учествовале у борбама након десантне фазе, а ту су још били и мањи одреди из Белгије, Грчке, Холандије и Норвешке. Друге савезничке нације су учествовале у оквиру морнаричких и ваздухопловних снага.
Када су савезници осигурали плаже, уследило је тронедељно прикупљање војске на плажама пре него што је почела Операција Кобра, пробој са нормандијских плажа. Битка за Нормандију се наставила још два месеца, кампањама да се осигура мостобран у Француској и окончала се затварањем џепа код Фалеза 24. августа, ослобођењем Париза 25. августа и немачким повлачењем преко Сене које се окончало 30. августа 1944.

## Увод

### Конфигурација бојишта
Средишњи део полуострва Котентин био је један од оних места на свету за која се могло рећи да их је „напредак мимоишао“ јер су мир и тишина, ако се изузме присуство птица мочварица, били скоро апсолутни. Због поплављеног земљишта иза обале, нарочито у рејону Варвила на превлаци полуострва Котентин, Савезници су морали да рачунају с великим тешкоћама, пре свега, у погледу погодних путева који су са обале водили ка унутрашњости. Зато је за њих било од пресудног значаја да на одсеку Варвила заузму путеве на насипима који су били подигнути кроз поплављену област, да их чак и релативно мале немачке трупе не би притиснуле у уском обалном појасу. Пошто су путеви на одсеку Варвил – Кан углавном пролазили од обале кроз мала обалска сеоца, која су била утврђена и начичкана многобројним препрекама, савезничке десантне снаге требало је да их брзо очисте. Иза Карантанског залива постојао је читав систем канала, поплављеног земљишта и баруштина, преко којих је прелазио само мали број путева. Зато је Савезницима било изузетно важно да те путеве заузму у исправном стању. Река Дув је текла јужном границом полуострва у дужини од 36 km, око три километра северније од железничке пруге између Карантана и Ла Е ди Пи. У средини између та два градића са севера се у реку Дув уливала река Мердре, а са обе стране њених обала протезале су се мочваре скоро два километра. Крај је додатно могао бити поплављен уништењем бране на Дуви, километар и по северније од Карантана, док се иза морских плажа простирао други појас баруштина, широк три километра и пресечен, са четири, на насипима подигнутим путевима. Пут од Карантена до Монтбура је прав „као стрела“, а пружа се ка северу у дужини од 36 km преко брдашаца и насипа у мочвари. Велика лука Шербур је била петнаестак километара даље. Река Дув је Немцима могла да представља лако брањену препреку при дну полуострва.
Земљиште иза обалног појаса је у већем делу било погодно за одбрану у тактичком погледу и углавном непогодно за развијање оклопних снага. Мостобран се не би могао проширити ако Савезничке снаге не би заузеле путеве преко мочвара отприлике километар и по ка унутрашњости.
С изузетком отвореног и таласастог земљишта југоисточно око Кана и дуж пута за Фалез, Нормандија је земља малених поља одвојених оградом од земље, земљаним насипима и живицом, често високом и до четири метра. То је крај старих воћњака и густих живица, збрканог лавиринта вијугавих сеоских путева и потока, уских долина, стрмих падина и пошумљених брежуљака. Јаруге су служиле као природни ровови за везу између поља, која су групно представљала природни одбрамбени појас по дубини. Из ваздуха изгледа да је крај подељен на хиљаду малих тетраедара. На америчком делу фронта тај тип земљишта познат под именом „бокаж“, а једним делом и исушена мочвара простирао се скоро 80 km у дубину. Према речима генерала Ајзенхауера била је то „последња реч заштите и природне камуфлаже“, то је терен на коме је авијација тих дана била и дословно немоћна. У таквим условима осматрање је било веома отежано, а кретање ван друмова веома ограничено, не само возилима с точковима него чак и тенковима. Командири и артиљеријски осматрачи једва су могли да виде 300 метара испред себе. Нарочито је било тешко посадама тенкова да прате покрете сопствене пешадије. С друге стране, то је био идеалан терен за пешадију која се брани. Било је много одличних заклона за снајпере и патроле, а и одбрамбени положаји који су били укопани у насипима пружали су добру заштиту од тенкова и артиљерије. Све је било на штету нападача и предвиђали су се посебно велики губици у тенковима и пешадији.
Брдовити предео у Нормандији пружао се дуж инвазионог фронта од југоистока ка северозападу преко 40 km од обале у унутрашњост. Земљиште је било делимично испресецано стрмим висовима и уским долинама. На северном делу тог гребена, на скоро 30 km југозападно од Кана, Мон Пинсон је највећи врх.
Такав терен је диктирао задатак што ће га генерал Ајзенхауер поставити пред три ваздушно-десантне дивизије: 82. и 101. америчку и 6. британску.
На таквом терену Немци су, упркос више него великој савезничкој надмоћи у ваздуху, ипак имали изгледа да, под стручним руководством, пораз претворе у победу. Терен „бокаж“ пружао је изванредну прилику њиховој пешадији, боље обученој од савезничке у финесама ратовања на таквом земљишту затвореног типа, да „наплати путарину“ и пређе у контранапад. Нико није био вештији у томе од фелдмаршала Ервина Ромела. Начелник његовог штаба генерал-мајор др Ханс Шпајдел и генерал-мајор Гинтер Блументрит, начелник штаба фелдмаршала фон Рундштет, били су врхунски познаваоци тактике.
Пешадија тенковских дивизија борила се великом вештином и фанатичном храброшћу. На таквом терену и мале пешадијске јединице су, свака с једним тенком или противтенковским топом, или с неколико противтенковских топова од 75 или 88 мм скривеним негде у позадини, могле дуго задржавати савезничко напредовање. Док су Немци за то имали довољно пешадије, савезнички тенкови су били дословно сакаћени. Чак и кад би већ били практично прегажени, изоловани појединци или мање групице настављали су да се боре до краја у шумама, воћњацима или житу. Снајперисти су били сакривени у грмљу или на гранама и често су употребљавали телескопски нишан. Борбе у шумама су сачињавале део њихове обуке у Паденборну и Линебургер Хајду. У „бокажу“ су имали прилику да апсолутно демонстрирају своје умеће. Многи савезнички батаљони и чете подлегли су тој њиховој вештини. Ватра из „крокодила“ – тенковима преконструисаним у бацаче пламена, често би значила крај тој невољи за Савезнике, али је ипак најбољи лек био слање снајпера и патрола на предњи крај и испред линије фронта са сличним задатком. То је био и добар начин да савезнички Врховни штаб већ после сат-два сазна да је нека свежа немачка јединица ушла у борбени поредак.

### Савезничке припреме
После немачког напада на СССР, 1941. године, Совјетски Савез је подносио највећи део терета борби против фашизма у Европи. Амерички председник Френклин Д. Рузвелт и британски премијер Винстон Черчил обавезали су се да ће 1942., а најкасније 1943. године отворити „други фронт“ у Европи како би помогли свом савезнику СССР у борби против нациста.
Черчил и Британци су желели да по сваку цену избегну фронтални напад карактеристичан за Први светски рат (Черчилов покушај да заобиђе немачку одбрану у Првом светском рату довео је до пропасти Галипољске кампање, што су амерички планери стално истицали). Черчил је сматрао да је на немачку тврђаву Европа најбоље ударити са југа где је снажни покрет отпора (мисли се на југословенске партизане) представљао одличну основу за даље напредовање савезничких снага ка Бечу, а одатле и ка самом срцу Немачке. Британци су сматрали да је овакав план такође омогућавао ограничавање даљег совјетског напредовања у Европи. Међутим, амерички планери су сматрали да је инвазију потребно извршити на локацији која је најближа најснажнијем савезничком упоришту. Били су неумољиви у својем ставу и јасно су ставили до знања да је то једина опција коју су спремни да подрже. Првобитно су сачињена два предлога операција: први предлог је била Операција Слеџхемер, која је предвиђала инвазију у 1942. године, а други је била Операција Раундап, која је предвиђала инвазију у 1943. године. Од два понуђена плана, изабрана је Операција Раундап којој је промењено име у Операција Оверлорд, а време њеног почетка је померено за 1944. год.
Процес планирања започет је у марту 1943. године од стране британског генерал-пуковника сер Фредерика И. Моргана који је постављен за начелника генералштаба врховног команданта савезничких снага. Његов план је касније усвојен и прерађен у јануару 1944. године од стране врховног штаба савезничких експедиционих снага на чијем челу се налазио амерички генерал Двајт Д. Ајзенхауер.
Кратак оперативни радијус дејства савезничких ловачких авиона, укључујући и британски Спитфајер и Хокер Тајфун, стационираних на аеродромима у Британији, у великој мери је смањио могућност избора места престојеће инвазије. Географски фактори су додатно смањили могућност избора на само две локације: Па де Кале или Нормандија. Због тога што је Па де Кале био најближи британском острву, зато што је био окружен плажама које су биле идеалне за амфибијски десант и зато што је преко њега водио најкраћи директни копнени пут ка срцу Немачке, овај део Атлантског бедема је био најјаче утврђен. Имајући то у виду, савезници су изабрали Нормандију за локацију предстојећег искрцавања.
Савезници су 19. августа 1942. извели напад на Дијеп да би тестирали немачку одбрану. Операција је прошла катастрофално по Савезнике, али су Савезници дошли се до врло значајних спознаја о амфибијском искрцавању, које ће се касније спровести у Нормандији. Савезничке формације научиле су да треба избегавати густе немачке фортификације на обали, потреба за темељним планирањем и поморско–ваздушно бомбардовање обале, потреба за обавештајном припремом акције, увезивање комуникација између јединица и израду специјалних возила за десант. Но, Немци су такође дошли до неких спознаја, па су касније надоградили и ојачали Атлантски бедем.
Делимично захваљујући искуству стеченом током напада на Дијеп, савезници су одлучили да током прве фазе искрцавања не нападну директно велике француске луке. Искрцавање савезничких снага у Нормандији створило би могућност за касније освајање француске луке Шербур и других француских лука на обали Бретање као и могућност напредовања у дубину француског копна у правцу Париза, а затим и ка немачкој граници. Обала Нормандије била је слабије брањена због неповољнијег положаја за искрцавање али је стратешки представљала одличну одскочну даску за даље операције у Француској.
Амерички генерал Двајт Д. Ајзенхауер је тек 1943. год. (по енциклопедији Британика 1944. год.) именован за врховног команданта савезничких експедиционих снага у Европи и поверена му је команда над целокупним савезничким снагама у западној Европи. У јануару 1944. године британски генерал сер Бернард Монтгомери постављен је за оперативног команданта инвазионих копнених снага.
Планом операције коју је осмислила COSSAC било је предвиђено да се у првом таласу искрцају три дивизије док је у ваздушном десанту требало да учествују две бригаде. SHAEF је одмах повећала број јединица које је требало да учествују у првом таласу. Број дивизија које је требало да учествују у поморском десанту повећан је са 3 на 5 док је у ваздушном десанту требало да учествују 3 дивизије. Овим изменама предвиђено је још једно место искрцавања познатије по свом тајном називу као плажа Јута. Све у свему, у бици за Нормандију је требало да учествује 47 савезничких дивизија: 19 британских, 5 канадских и 1 пољска дивизија под британском командом, као и 21 америчка дивизија и 1 дивизија Слободних Француза, што је укупно чинило 140.000 војника.
Поморске снаге под командом адмирала сер Бертрама Ремзија (који је већ учествовао у искрцавању у северној Африци и Италији), које је требало да учествују у инвазији, биле су састављене од 6.900 пловила од којих су 4.100 били десантни бродови и чамци. Ваздушну подршку пружала је флота од 12.000 авиона под командом ваздухопловног маршала сер Трафорда Ли-Мелорија док је за ваздушни десант обезбеђено око 1000 транспортних авиона. Планирано је да се на немачке положаје баци преко 10.000 тона бомби и да се изврши 14.000 борбених летова јуришне авијације са задатком уништења немачких земаљских циљева.
Циљеви операције у првих 40 дана били су следећи:
- успостављање чврстог мостобрана који би се ослањао на градове Кан и луку Шербур која је била од посебног значаја за савезнике зато што су у њу могли да пристају велики транспортни бродови;
- пробој изван мостобрана и ослобађање Бретање и њених атлантских лука, а затим напредовање до линије на око 190 km југозападно од Париза, преко Л'Авра и Ле Мана до Тура.

Дугорочни циљ операције био је да се у року од три месеца од искрцавања успостави контрола над територијом која се простирала на југ до реке Лоаре и на североисток до реке Сене.
Током месеци који су претходили искрцавању, савезници су спровели масивну операцију заваравања, под називом Операција Бодигард (на енгл. Operation Bodyguard - Операција телохранитељ) која је имала за циљ да увери Немце да ће до искрцавања можда доћи и у другим деловима Европе (нпр. Балкан или јужна Француска). Неколико недеља пре почетка искрцавања савезници су спровели још једну велику операцију заваравања под називом Операција Фортитуд (на енгл. Operation Fortitude - Операција храброст) како би уверили Немце да ће до искрцавања доћи у рејону Па де Калеа и да ће у исто време доћи до искрцавања у Норвешкој. Операција Фортитуд Север имала је за циљ ширење дезинформација о лажном искрцавању савезника у Норвешкој, док је много значајнија Операција Фортитуд Југ имала за циљ да убеди Немце да ће до искрцавања доћи у рејону Па де Калеа и да на тај начин веже значајне немачке снаге даље од планираног места искрцавања. У том циљу створена је лажна слика о формирању америчке 1. армијске групе под наводном командом америчког генерала Џорџа С. Патона, која је била стационирана у југоисточној Енглеској. Поред лажних кампова и гумених возила на надувавање која су из даљине изгледала као права, лажна слика о постојању ове армијске групе потпомогнута је радом двоструких агената али и лажним радио-саобраћајем у којем су учествовале непостојеће јединице из састава ове армијске групе. Немци су имали веома развијену шпијунску мрежу на југу Енглеске, али су „нажалост“ сви ови агенти углавном били врбовани од стране Енглеза због чега је било изузетно тешко проследити у Немачку обавештајне податке који су потврђивали постојање америчке 1. армијске групе и плана за искрцавање савезника код Па де Калеа.
У циљу подршке Операцији Фортитуд север, у Шкотској је започета Операција Скју (на енгл. Operation Skye - Операција ) која је путем лажног радио саобраћаја требало да увери немачке обавештајне аналитичаре да ће инвазија бити извршена и у Норвешкој. Ова операција успела је да створи привид о планираном савезничком искрцавању у Норвешкој и да на тај начин веже већину немачких јединица које би иначе биле пребачене у Француску.
Друга, мања, али успешна операција заваравања, под називом Операција Титаник (на енгл. Operation Titanic) изведена је од стране 6. САС командоске јединице. Они су изнад Француске избацили око 200 лутака савезничких падобранаца које су биле опремљене звучним и светлосним ефектима како би се створила забуна код Немаца и како би они били принуђени да шаљу појачања у правцима супротним од обале Нормандије да би се супротставили лажним ваздушним десантима.
Једна од неуобичајених савезничких активности у склопу припрема за искрцавање, била је модификација оклопних возила како би се што боље прилагодила теренским условима на француској обали. Развијена под руководством генерал-мајора Персија Хобарта, ова возила, познатија под називом "Хобартова чудеса" обухватала су амфибијске тенкове М4 Шерман опремљене системом Дуплекс драјв, тенкове за чишћење мина, тенкове за полагање мостова и за полагање путева. Највећи број ових возила учествоваће у искрцавању у саставу мањих тимова америчке 79. оклопне дивизије, придодатих различитим савезничким јединицама.
Планом за инвазију била је предвиђена и изградња две вештачке луке типа Малбери како би се, у одсуству погодних лука за снабдевање на овом делу француске обале, омогућило снабдевање савезничких јединица у првих неколико недеља операције. У том циљу планирана је и реализација Операције Плуто (на енгл. PLUTO - pipe line under the ocean; подводни нафтовод) у склопу које је требало поставити подводни нафтовод којим би гориво из Британије било допремано до мостобрана у Нормандији.
Савезничке снаге су извеле неколико великих војних вежби на југу Енглеске у склопу којих су вршени амфибијски и ваздушни десанти. За време једне од таквих војних вежби амфибијског искрцавања под називом Вежба Тигар, која је одржана 28. априла 1944. године, погинуло је 749 америчких војника и морнара када су конвој који је превозио јединице до места искрцавања пресрели немачки торпедни чамци.
Неколико недеља пре почетка искрцавања примећено је да се у укрштеним речима Британског Дејли Телеграфа (British Daily Telegraph) појавио изненађујуће велики број речи које су представљале кодне називе везане за инвазију. МИ5 је прво помислила да је у питању коинциденција; међутим када се као решење једне од укрштеница појавила реч Малбери, МИ 5 је саслушао аутора укрштенице, који је био учитељ у школи, и уверио се у његову невиност. Касније је обзнањено да су речи за његове укрштенице предлагали ученици који су чули како их користе војници који су били стационирани недалеко од школе. Наравно, ученици нису знали на шта се ове речи односе.
Пре почетка и током операције било је неколико обавештајних пропуста који су могли довести до откривања савезничких планова. Најинтересантнији је свакако било радио обраћање француског генерала де Гола, непосредно након Д-дана у којем је он, за разлику од других лидера, потврдио да се ради о правој инвазији. Ова његова изјава имала је потенцијал да упропасти савезничке операције заваравања Фортитуд Север и Фортитуд Југ. Нпр. Ајзенхауер је о искрцавању говорио као о почетној фази свеопште инвазије. Немци нису поверовали де Голу због чега су пропустили шансу да одмах привуку појачања и одбаце Савезнике натраг у море.

### Немачке припреме
Дало би се наслутити да су Немци још од заузећа Француске, јуна 1940. године, организовали одбрану атлантске обале и изграђивали поменути Атлантски бедем. Међутим, није било тако. До 1942. године зид једва да је постојао јер се Хитлеру победа чинила тако сигурном да се уопште није ни помињала потреба изградње обалних утврђења. Аустрија и Чешка су биле припојене још у периоду 1938-1939. година. Септембра 1939. године немачке трупе су прегазиле Пољску и поделиле је са Совјетским Савезом према споразуму Рибентроп – Молотов. До почетка лета 1940. године западна Европа ~ изузев Велике Британије и Ирске ~ је била под немачком контролом. Данска је капитулирала за један дан у априлу док је Норвешка захваљујући својој конфигурацији терена и помоћи Велике Британије и Француске издржала шест недеља. Од 10. маја до 22. јуна 1940. године Вермахт је заузео Луксембург, Холандију, Белгија, Француску и избацио Британце из Денкерка. Након француске капитулације Британија је остала сасвим сама. Иако су га генерали наговарали, Хитлер никако није наређивао да се отпочне с операцијом „Морски лав“ – инвазијом Британских острва. Уместо тога опет се окренуо Истоку јер је веровао да британски премијер сер Винстон Черчил све наде у своју победу полаже у СССР, који ће у некој будућности напасти Траћи Рајх с леђа. Прво су, операцијама Подухват 25 и Марита окупиране Краљевина Југославија и Краљевина Грчка и тиме је потпуно било пацификовано Балканско полуострво. 22. јуна 1941. године отпочела је операција Барбароса – напад на СССР. Како је време пролазило и како је Вермахт био све дубље у Совјетском Савезу, док је Велика Британија, захваљујући помоћи САД, почела полако да се опоравља, Хитлер је схватио да француска обала није више офанзивна одскочна даска, већ осетљиво место у његовој одбрани. Негде у јесен 1941. године Хитлер је својим генералима почео да говори о жељи да од Европе створи „непробојну тврђаву“. У децембру, кад је Вермахт запео пред самом Москвом, а САД ушле у рат, Хитлер је у јавним наступима почео да се хвали да је „изграђен појас џиновских утврђења“ од Ћирћенеса на норвешко-финској граници па све до Пиринеја на француско-шпанској граници. Не узимајући у обзир то сулудо хвалисање сасвим довољно говори податак да се разуђена обала од Северног леденог океана до Бискајског залива на југу протезала скоро 4830 km.
Утврђења нису постојала ни директно преко пута Велике Британије, на најужем делу Ла Манша. Хитлер је, међутим, био потпуно опседнут концепцијом о „Тврђави Европа“. Тадашњи начелник Врховне команде Копнене војске генерал-пуковник Франц Халдер у својим мемоарима се добро сећа времена кад је Хитлер први пут изложио своју фантастичну идеју. Халдер који никад Хитлеру није опростио што није извео инвазију на Британију био је према читавој тој идеји веома хладан. Усудио се да на једном састанку примети да би та утврђења „ако су заиста потребна“ требало саградити „иза обалне линије и изван домета поморских топова јер би иначе трупе могле бити онемогућене непријатељском ватром“. Хитлер је као стрела прошао по соби и зауставио се поред стола на коме је била велика географска карта а затим је скоро пуних пет минута провео у неразговетном и бесном брбљању. Ударајући песницом по карти, урлао је: „Бомбе и гранате ће падати овде … овде … овде … и овде … испред зида, иза зида и на зид, али ће трупе које се буду налазиле унутар самог зида бити на сигурном! После тога ће изаћи напоље и бориће се!“
Халдер није рекао ништа. Знао је као и остали генерали у Врховној команди Вермахта да упркос свим победама Рајха Фирер већ полако страхује од другог фронта.
28. фебруара 1942. године Хитлер је потписао „Директиву 40“ којом је наређивао отпочињање радова на „Атлантском бедему“ с циљем да се заустави било какав покушај инвазије. Па ипак, још се увек мало радило на фортификацијама. 1942. године ратна срећа је почела да се окреће против Рајха. Британски командоси су почели да упадају у „непробојну европску тврђаву“. Затим је дошло до наубитачнијег упада командоса током целог рата: 19. августа 1942. године 6100 савезничких војника, углавном Канађана, се искрцало код Дијепа. Било је то веома крваво савезничко испитивање каквим су снагама Немци утврдили луке. Савезници су изгубили око 4384 војника. Упад је био одлучно одбијен и ужасан по губицима за Савезнике, али је ипак запрепастио немачку Врховну команду а нарочито Хитлера. Инсистирао је да се зид доврши у најкраћем могућем року. Изградња је морала бити „фанатично“ убрзана.
Хиљаде радника-робова је радило и дању и ноћу, без обзира на метео-услове како би се изградиле фортификације. Милиони тона бетона су били уграђени у зид. Толико га било потребно да се читавој Европи, коју су Немци контролисали, није могао добити низашта друго. Биле су наручене огромне количине челика, али га је било толико мало да су инжињери често били присиљени да раде без њега. Због тога, мали број бункера је имао покретне куполе, чији се торњићи нису могли изградити без челика, па је због тога ватрено подручје тих топова било ограничено. Било је потребно толико материјала и опреме да су делови старе француске Мажино линије и немачких фортификација на граници према Француској Зигфридова линија били дословно демонтирани и пренесени за потребе Атлантског зида. Иако је пред крај 1943. године зид био далеко од тога да буде довршен, више од 500000 људи је радило на њему и његова утврђења су постојала стварност.
Немачки стратези су претпостављали да ће нападачи у првом јуришу или одмах након тога морати да заузме неко пристаниште ради искрцавања тешког материјала и обезбеђивања редовног снабдевања својих трупа. Због тога су првенствено утврђивани рејони великих лука, тако да их је 1944. године било немогуће заузети с мора. После тога је највећа пажња била посвећена подручју Па де Калеа. Одбрамбени уређају на другим секторима нису били на тако високом нивоу, јер, ипак до 1944. године Немци нису имали ни средстава ни могућности да целу обалну линију солидно и подједнако утврде.
У јесен 1943. године постале су очигледне обимне савезничке припреме на југу Британије због чега је главнокомандујући немачких снага на западу, фелдмаршал Герд фон Рундштет био приморан да затражи појачања. Већину његових снага чинили су статичне гарнизонске јединице које нису имале довољно транспортних средстава и које су биле састављене од трећеразредног људства (нпр. од људи који су на Источном фронту, услед промрзлина изгубили прсте на ногама и рукама), као и од невољних добровољаца различитих националности.
Заједно са новим јединицама у Француску је стигао и фелдмаршал Ервин Ромел који се нашао под непосредном командом фон Рундштеда. Првобитно је било предвиђено да Ромел само изврши инспекције утврђења на Атлантском бедему. Међутим, након што је поднео извештај Хитлеру, Ромел је затражио да му се повери команда над одбраном северне Француске, Белгије и Холандије.
Генерал-пуковник Алфред Јодл је 30. октобра предложио да се Ромелу повери предстојећа одбрамбена битка на Западу. Ромел је има о мало пријатеља у немачком Генералштабу и због тога предлог генерал-пуковника Јодла још више изненађује. Начелник Врховне команде Вермахта је 5. новембра упутио фон Рундштету писмо: „Са Ромелом је тешко, јер се нерадо потчињава. У Африци је био врло самосталан. Верујем, међутим, да сте ви једини човек коме ће се Ромел повиновати.“ Ромел је у новембру допутовао с „Еластичном директивом“ тј. „Ванредним задатком Запад“ - „… проверити стање одбрамбених припрема; израдити предлоге операција напада против непријатеља који се искрцао“, чиме је заправо био постављен на положај Главног инспектора одбране на Западу – од Данске до Пиринеја, тј. требало је да надгледа радове на утврђивању Атлантског бедема с правом директног приступа Хитлеру. Ромел је задржао тај положај и кад је преузео команду над Групом армија „Б“ , те је тако могао, а и урадио је кад год му је одговарало, да се мимо фон Рундштета директно обраћа главном носиоцу моћи.
Фон Рундштет је био толико разочаран – говорио је о Ромелу као о „маршалу-дечаку“ – да је упитао фелдмаршала Кајтела да ли се Ромел може сматрати његовим наследником? Речено му је да „не извлачи погрешне закључке“ и да „Ромел са свим својим способностима још увек није спреман за тај положај“. Ромелу је то била прва оперативна команда од када је био опзван из Туниса 9. марта 1943. године.
Ромелов штаб налазио се прастаром, прелепом дворцу Ла Рош Гијону, седишту војводске породице де ла Рошефукал на северној обали обали Сене, између Мант ла Жолиа и Вернона, практично на половини пута између Париза и Нормандије.
Ла Рош-Гијон је сматран најокупиранијим местом у Француској. На сваког од 543 његова становника долизила су више од три немачка војника смештена и самом месту или околини.
Страже су биле по целом Ла Рош-Гијону. Заогрнути у својим маскирним кабаницама стражари су стајали с унутрашње стране оба улаза у дворац, на ћошковима са сваке стране места, у бетонским утврђењима уграђеним у изданке обронка вапненастог побрђа као и у јадним остацима старог торња, на највишем узвишењу изнад дворца, одакле су митраљесци могли видети све што би се помакло.
Група армија „Б“ је у свом саставу имала две армије 15. и 7. , као и 88. корпус у Холандији.
7. армија је држала Нормандију и Бретању а 15. област Па де Калеа и Фландрију. Гранична линија између те две армије била је река Орна, те се тако догодило да се инвазија Дана Д сручила на 7. армију. Њен командант је био генерал-пуковник Фридрих Долман који се истакао при преласку горње Рајне још 1940. године, али од тад није имао новијег ратног искуства, а боловао је и од срца. Близу обале му је било седам пешадијских дивизија, а две у позадини.
Генерал Ханс фон Залмут, командант 15. армије, иза себе је имао велико ратно искуство и као командант и као штабни официр. Он је 1940. године био начелник штаба фелдмаршала Федор фон Бока, на Криму је био командант 30. корпуса, а касније је командовао разнима армијама на Источном фронту ~ 17, 4. и Н2. армијом.
Његових седам дивизија било је развијено дуж обале, а осам у унутрашњости, у саставу четири корпуса. Штаб 15. армије је налазио у близини белгијске границе, нешто мало више од 200 km од Ла Рош-Гијона. Начелник штаба 15. армије био је генерал-мајор Рудолф Хофман.
За све команданте корпуса и дивизија из те две армије – а то важи и за немачку војску узев у целини – може се рећи да су били тврдокорни и искусни војници, сличних квалитета као и њихови противници у савезничкој војсци. Већина их је била толико заокупљена дневним задацима да нису имали времена за интриге, било војне, било политичке. Генерал-мајор Ерих Маркс, командант 84. корпуса на обали Калвадоса и полуострву Котантен, био је типичан пример официра немачке армије. Спартанац по изгледу и навикама, он се одрекао свог официрског снабдевања. Војници су волели јер је одлично обучавао своје јединице и био је веома храбар.
Немачке јединице у овој области биле су у фебруару 1944. године груписане у групу армија Б. (Немачке јединице на југу Француске биле су груписане у Групу армија Г, под командом генерала Јоханеса Бласковица).
Ромелу је било јасно да, упркос пропагандном значају који има, Атлантски бедем обезбеђује само најзначајније луке на атлантској обали. Плаже између њих, једва и да су биле брањене, због чега су савезници могли да бирају место за искрцавање и да се касније баве освајањем лука са копнене стране. Због тога је Ромел започео кампању ојачавања немачких положаја на Атлантском бедему. Постављен је велики број челичних препрека на граници највише плиме на плажама, конструисан је велики број бетонских бункера, низије су потопљене, а на свим местима погодним за ваздушне и једриличарске десанте, постављене су посебне минске препреке познатије под називом Ромелов аспарагус (Rommelspargel).
Ови радови никада нису у потпуности завршени зато што је савезничко бомбардовање француске железнице у значајној мери омело превоз неопходног материјала до одбрамбених рејона, а делимично и зато што су Немци били уверени да ће до искрцавања доћи у рејону Па Де Калеа, због чега су највећи одбрамбени напори били сконцентрисани у рејону ове луке.
Реализација Ромелових одбрамбених мера је такође била значајно успорена спором у вези са доктрином примене немачких оклопних јединица у Француској. Поред две армијске групе које су му биле на располагању, фон Рундштед је под својом командом имао и штаб Оклопне групе Запад под генералом Фрејером Лео Гејр фон Швепенбургом (Freiherr Leo Geyr von Schweppenburg). Ова формација је номинално представљала административни штаб фон Рундштедових оклопних и мобилних формација, али ће ускоро бити преименована у 5. оклопну амрију која ће оперативни статус стећи у Нормандији. Фон Гејр и Ромел нису се слагали око распореда и употребе оклопних јединица у Француској.
Ромел, који се у северној Африци и Тунису већ сусрео са савезничком надмоћи у ваздух сматрао је да ће снажни напади из ваздуха у великој мери успорити кретање немачких оклопних јединица ка месту искрцавања због чега је инсистирао на томе да оне буду распоређене ближе обали. Према Ромеловим речима, боље би било имати једну оклопну дивизију близу обале, на сам дан искрцавања, него три оклопне дивизије, три дана касније. Насупрот њему, фон Гејер је сматрао да је оклопне јединице потребно масирати у дубини копна у рејону Париза и Руана,искрцавања а затим их, након што се установи право место савезничког искрцавања, употребити у циљу ликвидације мостобрана.
Расправа око стратегије употребе оклопних јединица у Француској дошла је и до самог Хитлера, који је, као што је то често имао обичај да ради, наметнуо компромисно решење које је било потпуно нефункционално. Ромелу су стављене на располагање три оклопне дивизије што је било премало да се покрију сви угрожени сектори, а преостале три су додељене фон Гејеру, што је такође било премало за одлучујућу интервенцију против савезничког мостобрана. (Преостале четири оклопне дивизије распоређене су у јужној Француској и Холандији и нису биле под њиховом командом). Поред решења које је наметнуо својим генералима, Хитлер је задржао за себе ексклузивно право одлучивања о покретима и употреби оклопних дивизија у Француској. Као последица ове одлуке многи командири немачких оклопних дивизија неће одмах ступити у дејство против савезничког мостобрана првог дана искрцавања зато што су чекали наређење од Хитлера.

## Савезнички план инвазије
Према савезничком плану за битку, следеће савезничке јединице учествовале су у првом таласу инвазије:
- Британска 6. ваздушно-десантна дивизија извршила је падобрански и једриличарски десант источно од реке Орн како би заштитила леви бок инвазионих снага.
- 1. специјална бригада састављена од 3, 4, 6 и 45 командоске јединице Краљевских маринаца искрцала се код Уистрехема у сектору Краљица Црвено (Queen Red sector) на крајњем левом боку мостобрана. 4. командоска јединица била је потпомогнута француским јединицама из састава 10. међусавезничке командоске јединице.
- Британска 3. пешадијска дивизија и 72. оклопна бригада искрцале су се на плажи Сорд, од Уистрехема до Лион-сур-Мера.
- 41. командоска јединица искрцала се на крајњем десном боку плаже Сорд.
- Канадска 3. пешадијска дивизија, 2. оклопна бригада и 48. командоска јединица искрцале су се на плажи Жуно, од Сент-Обин-сур-Мера до Ла Ривијер-Сент-Сувера.
- 46. командоска јединица требало је да на плажи Жуно уништи немачке батерије на литици на левој обали реке Орне. (Међутим, како се немачка артиљеријска ватра са ове локација показала безначајном, 46. командоска јединица задржана је на десантним бродовима као резерва и искрцала се на копно тек другог дана инвазије).
- Британска 50. пешадијска дивизија и 8. оклопна бригада искрцале су се на плажи Голд, од Ла Ривијера до Ароманша.
- 47. командоска јединица Краљевских маринаца искрцала се на западном боку плаже Голд.
- Амерички V корпус (америчка 1. пешадијска дивизија и 29. пешадијска дивизија) искрцао се на плажи Омаха, од Сент-Онорин-де-Пертеса до Вијервил-сур-Мера.
- 2. и 5. батаљон америчких ренџера требало је да се искрцају код Понт-ду-Ока (Point du Hoc) како би ућуткали немачку батерију али је искрцавање на овом месту извршио само 2. батаљон док је 5. батаљон ренџера преусмерен на плажу Омаха.
- Амерички VII корпус (америчка 4. пешадијска дивизија и друге јединице) искрцале су се на плажи Јута, око Пупвила и Ла Маделена.
- Америчка 101. ваздушно-десантна дивизија извршила је падобрански десант у близини Вијервила како би пружиле подршку америчким јединицама које су се искрцале на плажи Јута.
- Америчка 82. ваздушно-десантска дивизија искрцала се у рејону Сент-мер-Еглиза, са задатком да штити десни бок.
- Активности јединица француског покрета отпора, Макија (Maquis) помогла је у ометању немачких комуникација.

Савезници су пре битке пажљиво мапирали зоне искрцавања и извршили њихово извиђање са мора и из ваздуха. У склопу припрема за предстојеће искрцавање велика пажња је обраћена на временске прилике у Енглеском каналу. Основни предуслов за успех искрцавања био је пун месец који је требало да обезбеди довољно светла и високу плиму. Првобитно је као дан почетка операције Оверлорд био одређен 5. јун 1944. године али је лоше време проузроковало одлагање. Временске прилике на дан 6. јуна су још увек биле на граници прихватљивих али је генерал Ајзенхауер одлучио да не чека следећи период пуног месеца. Захваљујући његовој одлуци немачки браниоци ухваћени су неспремни зато што су њихови главнокомандујући сматрали да савезници неће напасти због лоших временских услова. Чак је и сам Ромел сматрао да до напада неће доћи па се 4. јуна вратио у Немачку како би присуствовао педесетом рођендану своје супруге.
Америчка 82. ваздушно-десантна дивизија је требало да првобитно изврши десант даље на запад, у средишњој области полуострва Котантен, како би омогућила савезничким јединицама на источном крилу поморског десанта да лакше пресеку полуострво и спрече Немце да пошаљу појачања на север полуострва. Планови су касније промењени и одлучено је да се десант изврши знатно ближе зони искрцавања зато што је у последњем тренутку у близини првобитне зоне десанта уочено присуство немачке 91. ваздушно-десантне дивизије.

### Савезничке поморске снаге
Инвазиону флоту чинили су бродови 8 различитих земаља, укупно 6.939 бродова (1.213 ратних бродова, 4.126 транспортних бродова и 1.600 бродова за подршку, укључујући и трговачке бродове).
Укупна команда над савезничким поморским експедиционим снагама, која је требало да обезбеди блиску подршку и бомбардовање плажа, поверена је адмиралу сер Бертраму Ремзију. Савезничке поморске експедиционе снаге биле су подељене у две поморске групе: Западна (којој је командовао контра адмирал Алан Г. Кирк) и Источна (под командом контра адмирала сер Филипа Виана).
Ратни бродови су имали задатак да штите транспорте трупа и опреме од могућег напада немачких површинских пловила, подморница или напада из ваздуха, као и да пруже подршку десантним трупама тукући својим топовима немачке положаје на обали. Ратни бродови били су организовани у оквиру поморске групе „О“.

## Немачка одбрана
У ишчекивању савезничког искрцавања, Немци су користећи велики број мина и физичких препрека, извршили запречавање погодних места за искрцавање на Француској обали како би приморали нападача да са инвазијом отпочне за време ниске плиме. Део Атлантског бедема у Нормандији, био је поседнут од стране четири немачке дивизије од којих је само једна била квалитетна (немачка 352. пешадијска дивизија која је била образована око остатака немачке 321. пешадијске дивизије). 352. пешадијска дивизија била је углавном сачињена од немачких ветерана са Источног фронта, који су на дан 6. јуна 1944. године, баш у време почетка инвазије, изводили војну вежбу чији је замишљени циљ била ликвидација савезничког мостобрана на обали канала. Преостале немачке дивизије углавном су биле сачињене од Немаца који, углавном из здравствених разлога, нису били способни за активну службу на Источном фронту, као и од припадника различитих националности нпр. совјетских заробљеника из јужних република Совјетског Савеза који су пристали да ступе у Вермахт и тако избегну ужасе заробљеничких логора.
Немачки положаји, који су се налазили у зони савезничког искрцавања били су подељени у четири дивизионе зоне одговорности, уз резерве које су такође биле распоређене у овој области.

### Зоне одговорности немачких дивизија
- 716. пешадијска дивизија имала је задатак да брани источно крило зоне искрцавања, обухватајући највећим делом зону десанта британских и канадских јединица.
- 352. пешадијска дивизија имала је задатак да брани области између Бајеа и Карантана. У зони одговорности ове дивизије налазила се америчка зона искрцавања „Омаха плажа“.
- 6. падобрански пук, под командом пуковника Др. Фридрика Августа Фреихер фон дер Хејдеа, имао је задатак да брани Карантан.
- 91. ваздушно-десантна дивизија (Luftlande - ваздушно-десантна), под командом генерал-мајора Вилхелма Фелија, била је састављена од 1057. и 1058. пешадијског пука. Ово је била регуларна пешадијска дивизија, обучена и оспособљена за ваздушни транспорт (била је опремљена углавном лаком артиљеријом и малим бројем самоходних топова), која је заузимала положаје у унуштрашњости полуострва Котантен и то делом у зони која је била предвиђена за амерички ваздушни десант.
- 709. пешадијска дивизија (посадна), под командом генерал-пуковника Карл-Вилхелм фон Шлибена, била је сачињена од 729. и 739. пешадијског пука (сваки са по четири батаљона, иако је сваки четврти батаљон био састављен од добровољаца са истока) и 919. пешадијског пука. Ова посадна дивизија бранила је утврђене положаје на источној и северној обали (укључујући и луку Шербур) полуострва Котантен. У зони одговорности 709. пешадијске дивизије налазила се америчка зона искрцавања „Јута плажа“.

### Зоне одговорности суседних немачких дивизија
Немачке дивизије које су држале положаје у близини места искрцавања, биле су:
- 243. пешадијска дивизија (посадна), под командом генерал-пуковника Хајнца Хелмиша, била је сачињена од 920. пешадијског пука (2 батаљона), 921. пешадијског пука и 922. пешадијског пука. Ова дивизија била је задужена за одбрану западне обале полуострва Котантен.
- 30. мобилна бригада, под командом пуковника Фреихер фон унд зу Ауфсеса, била је сачињена од три бициклистичка батаљона.

### Покретна резерва
Немачка 21. оклопна дивизија, под командом генерал-мајора Едгара Фихтингера, била је распоређена у близини Кана, док је немачка 12. СС оклопна дивизија „Хитлерјугенд“, под командом бригадирфирера Фрица Вита, била распоређена југоисточно од града. Њен официрски и подофицирски кадар био је сачињен од искусних ветерана, али је људство дивизије било сачињено до младих припадника Хитлерјугенда који су 1943. године, са 16 година добровољно ступили у новоформирану дивизију. Ова дивизија ће, за време трајања Битке за Нормандију остати запамћена по својој суровости и ратним злочинима против цивила и ратних заробљеника.

## Искрцавање
Напад је почео 6. јуна 1944. године када је 5.000 бродова и 10.000 авиона кренуло у одлучујући напад на Хитлеров Атлантски бедем и напад за коначно ослобођење Европе од нацизма. Пре напада чамцима извршено је масивно поморско бомбардовање немачких положаја на копну. То је поткрепило инвазију. Више од 4.000 чамаца јурнуло је ка зонама искрцавања. Инвазионе снаге чинили су Британци, Канађани, Американци, Пољаци и други који су се борили против нацизма. Авијација је напала немачке положаје на копну, оклопне јединице, пешадијске и друге јединице и положаје трупа док су падобранци искакали дубоко у позадини од искрцавања на плажама. Немачка одбрана била је затечена на три плаже али се на Омахи реорганизовала и пружила жесток отпор Савезничким трупама. Та плажа ће добити назив Крвава Омаха. Са утврђења топови су гранатирали бродове али је било касно. У неким деловима инвазије нису ни дејствовали. Али било како било Немци су се добро утврдили и обележили поједине делове плаже именима да би знали како артиљерија да дејствује по искрцаним трупама. Авијација није имала авионе да пошаље у напад на Савезнике тако да су Савезници имали тоталну ваздушну премоћ. Митраљези су непрекидно тукли по искрцаним трупама тако да је било много мртвих и рањених. Војници нису имали заклон, многи су убијени одмах по изласку из чамца, неки на плажи док су неки успели у кратерима које су направиле гранате да се заштите. На плажи Омаха било је неколико митраљеских гнезда а и са утврђења непрекидно су дејствовали по инвазионим војницима. Омаха је била изузетно утврђена плажа, са високим литицама као и другим препрекама које су отежале искрцавање. Бранило ју је 600 немачких војника са одличним наоружањем. Они су добили појачање тако да је било 2.000 војника до краја инвазије. Омаха плажу бранила је елитна 352. пешадијска дивизија. На остале три плаже отпор је био нешто слабији тако да су инвазионе снаге успеле да се искрцају и да дубоко продру у копно. Чак и до 10 км од места искрцавања. Захваљујући заваравању места искрцавања и успешним радио ратом Савезничке снаге успеле су оклопне јединице да задрже далеко од плаже јер су Немци мислили да је напад у Па Де Калеу.
Немачки фелдмаршал Ромел мислио је како инвазија треба да буде заустављена на обали али се многи нису слагали с његовим мишљењем. Ромел је предузео све мере за утврђење Атлантског бедема (од бодљикавих жица, бункера са митраљезима и пушкомитраљезима, артиљеријом, минским пољима…). Међутим, Доња Нормандија је била најутврђенија од свих места искрцавања.

### Француски покрет отпора
Различите фракције унутар француског покрета отпора учествовале су у операцији Оверлорд. Поједине групе имале су задатак да нападају железничке пруге, путеве и да уништавају телефонске линије и електричне инсталације. Француски покрет отпора је са овим активностима требало да отпочне по пријему уговореног сигнала преко бибисијевог радио програма на француском језику. Дневно је емитовано више стотина оваквих порука како би се прикриле кључне поруке.